# Nordrhein-Westfälische Akademie der Wissenschaften und der Künste
Die Nordrhein-Westfälische Akademie der Wissenschaften und der Künste ist eine der wissenschaftlichen Akademien in Deutschland. Sie gehört der Union der deutschen Akademien der Wissenschaften an. Mit Stand von 2024 hat die Akademie rund 270 ordentliche (mit Dienstort in NRW) und knapp 140 korrespondierende Mitglieder.

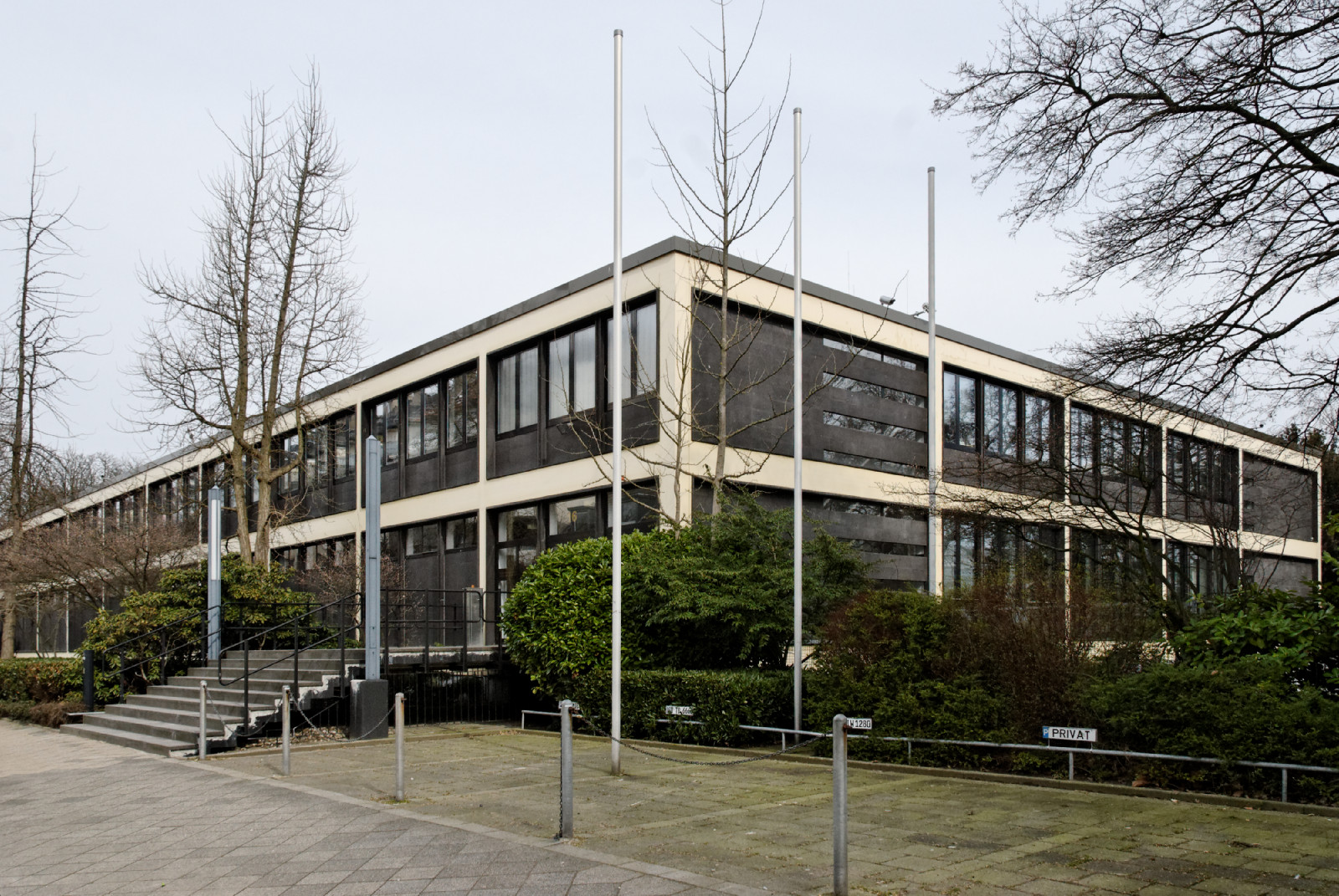
Sitz der Akademie: das Karl-Arnold-Haus (2011)

## Geschichte
Der erste Gedanke zur Gründung einer allgemeinen Gelehrtengesellschaft entstand schon 1815. Zu Beginn des 20. Jahrhunderts gelang dann die Gründung einer „Rheinischen Gesellschaft für wissenschaftliche Forschung“, die von 1911 bis 1915 eine größere Zahl von wissenschaftlichen Vorhaben förderte.
Durch den Ersten Weltkrieg nahm diese Gesellschaft ein vorzeitiges Ende. Nach Ende des Zweiten Weltkrieges gründete der damalige Ministerpräsident Karl Arnold 1950 auf Anregung von Ministerialdirektor Leo Brandt die „Arbeitsgemeinschaft für Forschung des Landes Nordrhein-Westfalen“. Sinn und Zweck des Zusammenschlusses von naturwissenschaftlichen und technischen Disziplinen war die Beratung der Landesregierung beim Wiederaufbau des durch den Krieg stark zerstörten Landes.
Auf dem Gebiet der Forschung übernahm die Arbeitsgemeinschaft in den folgenden Jahren eine beratende Funktion für die Landesregierung und nahm so auch Einfluss auf die Forschungspolitik. Forschungseinrichtungen wurden geschaffen und wissenschaftlich betreut, so z. B. die Kernforschungsanlage Jülich, die Deutsche Versuchsanstalt für Luftfahrt, die Gesellschaft für Mathematik und Datenverarbeitung und das Institut für Silikosekrankheiten. 1952 wurde die Arbeitsgemeinschaft, die im Kern die heutige Klasse für Naturwissenschaften und Medizin darstellt, um die Klasse für Geisteswissenschaften erweitert. Um der großen Bedeutung der Ingenieurwissenschaften Rechnung zu tragen, kam im Jahre 2000 die Klasse für Ingenieur- und Wirtschaftswissenschaften hinzu.
Mit der Errichtung des Karl-Arnold-Hauses in Düsseldorf-Unterbilk im Jahre 1960 erhielt die Arbeitsgemeinschaft ein eigenes Gebäude für ihre Aufgaben. Zur „Rheinisch-Westfälischen Akademie der Wissenschaften“ wurde die Arbeitsgemeinschaft im Jahre 1970. Den Namen „Nordrhein-Westfälische Akademie der Wissenschaften“ trug sie von 1993 bis 2008.
Mit dem Gesetz zur Änderung und Ergänzung des Gesetzes über die Nordrhein-Westfälische Akademie der Wissenschaften vom 24. Juni 2008, beschloss der Landtag Nordrhein-Westfalen die Erweiterung um eine vierte Klasse der Künste. Die Nordrhein-Westfälische Akademie war damit die erste Akademie in Deutschland, die die Künste als eigenständige Klasse in eine Wissenschaftsakademie aufnahm und die seit dem Inkrafttreten des Gesetzes den Zusatz „und der Künste“ im Titel führt. Die Aufnahme der ersten Mitglieder der Klasse der Künste fand am 13. Mai 2009 statt.

## Organisation
Die Akademie ist eine Körperschaft des öffentlichen Rechts. Ihre Aufgaben bestehen in der Pflege des wissenschaftlichen Gedankenaustausches unter den Mitgliedern, der Pflege der Beziehungen zu anderen wissenschaftlichen Einrichtungen im In- und Ausland, der Beratung der Landesregierung bei der Förderung von Wissenschaft und Kunst, der Anregung wissenschaftlicher Forschungen, der Verleihung von Preisen für herausragende wissenschaftliche Leistungen, der Herausgabe wissenschaftlicher Abhandlungen und, als zentraler Punkt, der Durchführung wissenschaftlicher Vorhaben des Akademienprogramms von Bund und Ländern. Die Akademie hat ihren Sitz in Düsseldorf.
Die Nordrhein-Westfälische Akademie ist in drei wissenschaftliche Klassen und eine Klasse der Künste gegliedert. Darüber hinaus wurde an der Akademie 2006 zur Förderung des wissenschaftlichen Nachwuchses in NRW das Junge Kolleg der Nordrhein-Westfälischen Akademie der Wissenschaften und der Künste gegründet, in dem bis zu 30 herausragenden junge Wissenschaftler aller Fachrichtungen als Kollegiaten auf jeweils vier Jahre berufen werden können.
Die Klassen sind die eigentlichen Träger der Arbeit der Akademie. Diese umfasst das Vortragsprogramm, wissenschaftliche Sitzungen, die akademieeigenen Publikationsreihen sowie fachliche Stellungnahmen und Veranstaltungen. Für die wissenschaftliche Betreuung von Forschungsvorhaben können von den Klassen Kommissionen eingerichtet werden. 
Amtierender Präsident ist seit dem 1. Januar 2025 der Pathophysiologe Gerd Heusch. Er wurde für eine Amtszeit von drei Jahren gewählt.

## Preise
Die Nordrhein-Westfälische Akademie der Wissenschaften und der Künste vergibt:
- Karl-Arnold-Preis

## Ehrenmitglieder
- Herbert Grünewald (1921–2002), Ehrenvorsitzender des Aufsichtsrats der Bayer AG
- Ulrich Lehner (* 1946), ehem. Vorsitzender der Geschäftsführung der Henkel KGaA